# Animal libre
Animal Libre es una Organización No Gubernamental Internacional fundada el año 2010 en Chile y que orienta su trabajo para buscar acelerar el proceso de transformación social donde los animales sean considerados moralmente con un activismo constante en el cual promueven el veganismo y los derechos animales. 
Fundada en 2010 por Mauricio Serrano, cuenta con oficina central en Santiago de Chile pero cuenta con equipos en otros 4 países de Sudamérica; Argentina, Perú, Paraguay y Ecuador, con más de 20 equipos en distintas ciudades de estos países.

## Objetivos
La finalidad de Animal Libre es erradicar la discriminación que viven los animales en función de la especie a la que pertenecen por considerarla como arbitraria, promoviendo en la sociedad humana una vida lo más alejada posible de la utilización de los animales para el beneficio humano, apelando además a que su utilización corresponde a una práctica innecesaria en la actualidad al no ser vital para la subsistencia, oponiéndose así a prácticas que utilicen a los animales como alimento, vestimenta, entretenimiento, experimentación, entre otras actividades que sometan a los animales bajo el yugo de las necesidades humanas. Animal Libre busca acabar con el estatus de propiedad que rige actualmente para los animales distintos al humano, desde un principio adoptando una postura Abolicionista la cual, con el transcurso de los años y el aprendizaje que ello conlleva, se ha tornado en un enfoque más pragmático y profesional regido por las buenas prácticas recomendadas por la filosofía del Activismo Eficaz, siempre con la idea de obtener el mayor beneficio para los Animales en el menor tiempo posible.

## Actividades
Dentro de las actividades que realizan se encuentran los actos informativos, degustaciones y talleres de comida vegana, charlas en establecimientos educacionales como mediáticas intervenciones, proyecciones y protestas. Dentro de esta última destacan los saltos a rodeos en diferentes medialunas de Chile, siendo el mes de abril de cada año y desde 2011 los saltos al Rodeo Champion de la ciudad de Rancagua, protestando en la misma medialuna deteniendo la actividad por el maltrato animal que dicen existe en esta práctica. En septiembre del año 2014 hicieron lo mismo cerca de 30 activistas de Animal Libre en una medialuna de la capital de Chile generando repercusión en medios de televisión como Chilevisión o Canal 13. 

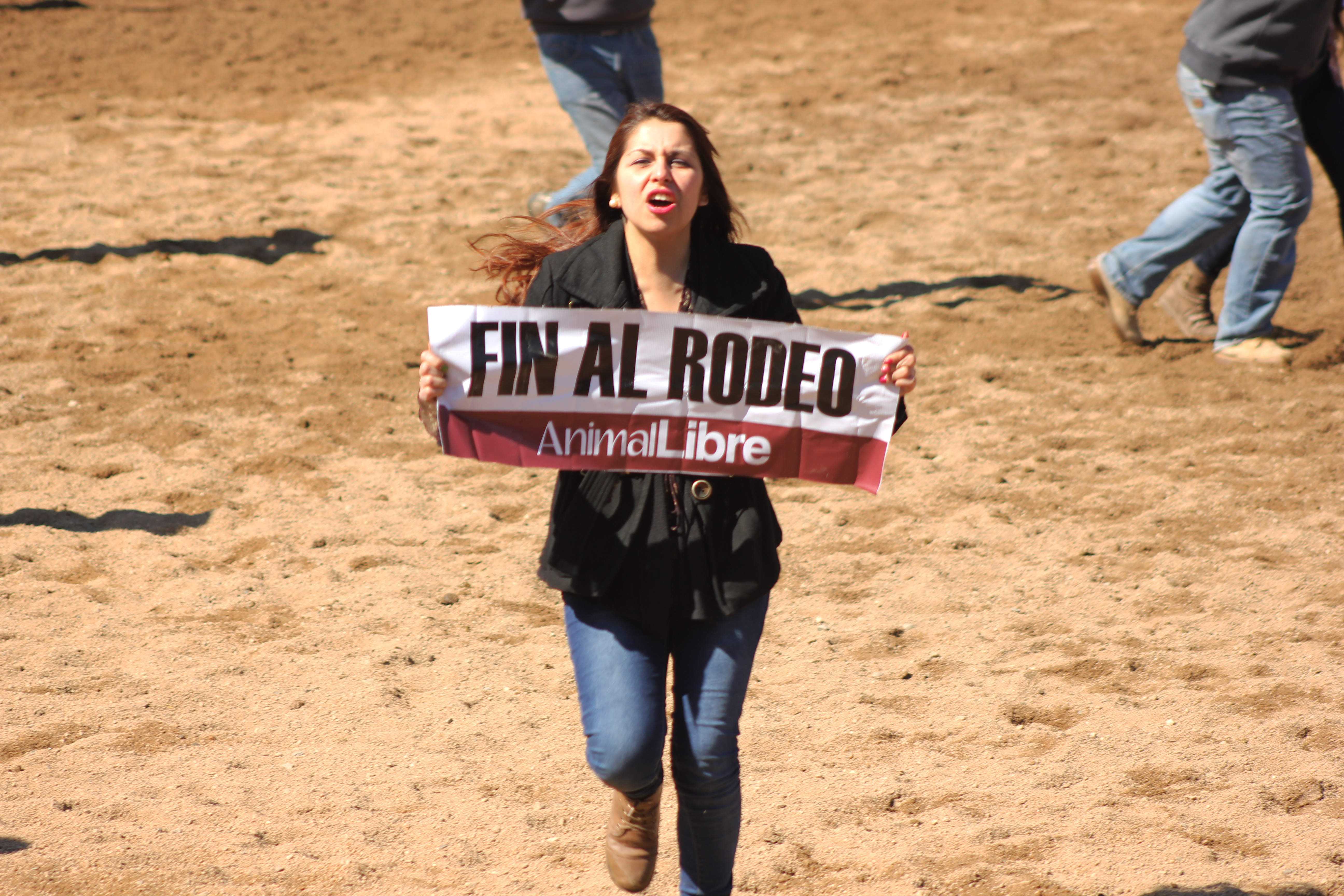
Salto al rodeo por Animal Libre, año 2013 en Santiago de Chile.

La organización efectúa un trabajo constante de promoción del veganismo, postura ética de respeto que rechaza la utilización de los animales para cualquier fin. Con el uso del Veganmóvil, desde el año 2013, han logrado mostrar vídeos de distintas investigaciones de mataderos, lecherías u otros lugares donde se muestra el maltrato que viven los animales, cada semana se detiene el Veganmóvil en diferentes lugares de Chile impactando a decenas de personas que observan los vídeos. 
A inicios de 2014, durante el mes de enero, el Veganmóvil realizó una gira por el sur de Chile visitando 7 ciudades, una actividad que tuvo aparición digital e impresa del medio Publimetro.
Diversas son las actividades que durante toda su historia ha realizado Animal Libre en aras de generar conciencia en la sociedad humana por la consideración moral de los intereses inherentes de los Animales:
Acto informativo
Esta clase de actividades consisten en dar visibilidad a la problemática y entregar información relacionada con los derechos animales en lugares públicos altamente concurridos. Frecuentemente se utilizan volantes y carteles con mensajes alusivos a la explotación que padecen los animales. 
Proyección audiovisual
Estas actividades se desarrollan igualmente a pie de calle y los activistas participantes se apoyan con registros audiovisuales de lo que padecen los animales en los mataderos, los cuales son proyectados en notebooks y pantallas, con la finalidad de sensibilizar a la población sobre la explotación, sufrimiento y muerte innecesarios que hay detrás del consumo de productos de origen animal.
Realidad Virtual
Apoyados con el despliegue llevado a cabo por la Organización Igualdad Animal, Animal Libre desde el año 2016 realiza instancias a pie de calle y establecimientos educacionales que muestra la realidad que viven los animales en los Mataderos mediante tecnología de Realidad Virtual.
Degustaciones
La degustación de comida Vegana es una instancia en la cual se genera acceso gratuito a diversas y variadas preparaciones de alimentos sin productos de origen animal para un público definido, generalmente transeúntes de algún lugar específico o participantes a Charlas u otras instancias que promueve la organización.
Charlas
Instancia que busca acercar de forma estructurada, completa, dinámica y más personalizada, toda la información considerada relevante que es necesario tener en cuenta respecto al veganismo como postura ética, desvelando las motivaciones éticas, de salud y medioambientales que hay detrás de esta postura y que la justifican con creces. Esta instancia generalmente está dirigida a establecimientos educacionales y otorga además de una completa resolución de dudas acerca del veganismo, la posibilidad de vivir la experiencia de Realidad Virtual y una degustación de comida Vegana.
Saltos al Rodeo
Esta actividad consiste en que una serie de activistas organizados ingresan e intervienen de manera pacífica y mostrando pancartas la práctica del Rodeo mientras esta se lleva a cabo. La idea de esta manifestación es poner sobre la mesa la discusión en los medios de comunicación masivos generando y propiciando el debate de esta práctica.

#### CampañaVístete Sin Animales
Vístete Sin Animales es una campaña informativa de la organización Animal Libre que pretenden dar a conocer las injusticias que tiene el uso de productos animales para el vestir u otros accesorios, efectuándose desde el año 2012 durante cada invierno, iniciando en junio hasta agosto de cada año. Entre las actividades desarrolladas están los actos informativos, veganmóvil e intervenciones, en esta última, cerca de 30 personas se ubicaron en el lugar de animales despellejados en una impactante performance del año 2014.

#### CampañaMi Menú Vegano
La campaña por un menú vegano busca que todo establecimiento púbico en Latinoamérica tenga una opción de menú vegano. En Chile comenzó el año 2015, a través de un proyecto de resolución que solicitaba las alumnas y alumnos vegetarianos y veganos, se les ofrezca un menú acorde a sus necesidades. El proyecto de resolución en Chile llegó a la cámara baja y fue votada a favor por unanimidad. 
Las razones por la que se alienta a esta iniciativa en Chile; son que toda persona tiene el derecho constitucional de mantener, de acuerdo a sus consideraciones éticas y morales, -consagrado en el artículo 19 número 6 de la Constitución Política de la República- el estilo de vida que le permita alcanzar la mayor realización material y espiritual, sin contravenir derecho ajeno. Lo cual, en el caso de los niños, niñas y adolescentes veganos se estaría vulnerando, por cuanto el Estado se encontraría proporcionando alimentos no adecuados a sus valores. Lo anterior implica que se está situando a aquella porción de la población en una indefensión producto de su vulnerabilidad y nula incidencia en la capacidad de elección de alimentos, debido a la situación socioeconómica que poseen, inhabilitándolos para la adquisición de alternativas a la alimentación proporcionada en establecimientos públicos donde se presta el servicio de la Junta Nacional de Auxilio Escolar JUNAEB, lo cual los posiciona en una realidad desventajosa en relación con el resto de la población.
La organización siguió adelante con más acciones estratégicas para ir avanzando en la idea de establecer un menú vegano y en Chile el año 2017 solicitó al Ministerio de Salud que avalará este tipo de alimentación, lo que tuvo una respuesta favorable y esta institución reconoció y avaló la alimentación vegana. 
En Argentina la organización el año 2017 presentó un proyecto de ley para que todo establecimiento público tuviese una opción de menú vegano para ofrecer, el cual no alcanzó a votarse dado que cumplió su tiempo de tramitación. 
En el año 2017 la organización realizó un estudio apoyado por el Instituto Nacional de la Juventud INJUV y la Dirección de educación de Santiago, que indicaba que el 15% de las alumnas y alumnos de liceos emblemáticos principalmente de Santiago, eran vegetarianos y veganos, los cuales más de un 90% de ellos, deseaban tener un menú vegano en sus escuelas.
En el año 2017 la organización comenzó a trabajar para que JUNAEB tuvieran una opción vegana en el Programa de Alimentación Escolar, iniciando una campaña que fue apoyada por el reconocido cantante vegano a nivel internacional Morrissey, quien escribió una carta al director de JUNAEB para solicitar que tuviese una opción de menú vegano para los alumnos.
En Argentina la organización el año 2019 volvió a presentar el proyecto a nivel nacional y también en Buenos Aires, los cuales aún siguen su trámite. Mientras que en Chile, el diputado Juan Santana presentó un proyecto de ley para modificar JUNAEB para que considere a las personas vegetarianas y veganas.

#### No más Rodeo
Animal Libre trabaja en esta materia año tras año y constantemente para promover y educar sobre los derechos de todos los animales, con una campaña ligada a terminar con el rodeo, que con esta investigación logramos mostrar en la violencia explícita hacia novillos, principalmente en los intentos del ”colero” por obligar a levantar al animal y que siga su camino hacia la quincha para ser ”atajado”, golpes que van desde patadas, bofetadas, golpes eléctricos con picana, tirón o torceduras de cola. La idea de fondo es que las personas, que generalmente se encuentran en oposición a las prácticas del rodeo, puedan generar una conexión respecto a que la víctima de esta práctica  es la misma que luego resulta ser víctima en las industrias de la Carne y de los Lácteos.

#### Prohibición de carreras de Galgos
Las organizaciones chilenas han denunciado el aumento las carreras de perros (específicamente de perros galgos). En efecto, hasta el año 2013 ya existían alrededor de 300 canódromos, también conocidas como “canchas”. Si bien los canódromos se ubican tanto en terrenos privados como municipales, esta actividad se realiza de manera informal, en la cual proliferan actividades tales como las apuestas, venta ilegal de alcohol, riñas, etc.
La organización de carreras de perros galgos es el contexto de una cadena sistemática de maltrato animal y ante esto, es que se presentó un proyecto de ley que modifica la Ley 20.380
sobre protección de animales, para señalar que se prohibirá las carreras de perros en todo territorio nacional.